# Hoelderlin
Gli Hoelderlin (il cui nome è stato Hölderlin fino al 1973) sono una progressive folk band tedesca, attiva dal 1972.

## Formazione
- Ann-Yi Eötvös - voce, violino
- Andreas Hirschmann - tastiera, voce
- Hans Bäär - basso, chitarra, voce
- Michael Bruchmann - batteria

## Discografia
- Hölderlins Traum (1972)
- Hoelderlin (1975)
- Clown & Clouds (1976)
- Rare Birds (1977)
- New Faces (1979)
- Fata Morgana (1981)
- 8 (2007)
- Hoelderlin - Live At Rockpalast 2005 (2021)